# Pierre Archambault
 (août 2014).
Si vous disposez d'ouvrages ou d'articles de référence ou si vous connaissez des sites web de qualité traitant du thème abordé ici, merci de compléter l'article en donnant les références utiles à sa vérifiabilité et en les liant à la section « Notes et références ».
Pierre Jean Archambault est un journaliste français né à Tours le 24 juin 1912 et mort le 9 septembre 1988 à Tours.

## Biographie
Issu de la Résistance, notamment à Libération-Nord et au sein du réseau CND Castille, il appartient au catholicisme social. En 1944, il fonde avec Jean Meunier, député SFIO, le quotidien La Nouvelle République à Tours. Il en assurera la direction effective jusqu'en 1972. Parallèlement, il fonde en 1951 le Syndicat national de la presse quotidienne régionale (SNPQR) qu'il présidera pendant 20 ans. Il fut président de la Confédération de la presse française. Il est enterré à Tours et une place porte son nom. Pierre Archambault était commandeur de la Légion d'honneur et médaillé de la Résistance.
Il était le père de François Archambault, journaliste puis économiste, et de Philippe Archambault, ingénieur électronicien, ancien PDG de Cep Exposium.